# Bioséquestration
 (février 2022).
La mise en forme du texte ne suit pas les recommandations de Wikipédia : il faut le « wikifier ».
Les points d'amélioration suivants sont les cas les plus fréquents. Le détail des points à revoir est peut-être précisé sur la page de discussion.
- Les titres sont pré-formatés par le logiciel. Ils ne sont ni en capitales, ni en gras.
- Le texte ne doit pas être écrit en capitales (les noms de famille non plus), ni en gras, ni en italique, ni en « petit »…
- Le gras n'est utilisé que pour surligner le titre de l'article dans l'introduction, une seule fois.
- L'italique est rarement utilisé : mots en langue étrangère, titres d'œuvres, noms de bateaux, etc.
- Les citations ne sont pas en italique mais en corps de texte normal. Elles sont entourées par des guillemets français : « et ».
- Les listes à puces sont à éviter, des paragraphes rédigés étant largement préférés. Les tableaux sont à réserver à la présentation de données structurées (résultats, etc.).
- Les appels de note de bas de page (petits chiffres en exposant, introduits par l'outil «  Source ») sont à placer entre la fin de phrase et le point final[comme ça].
- Les liens internes (vers d'autres articles de Wikipédia) sont à choisir avec parcimonie. Créez des liens vers des articles approfondissant le sujet. Les termes génériques sans rapport avec le sujet sont à éviter, ainsi que les répétitions de liens vers un même terme.
- Les liens externes sont à placer uniquement dans une section « Liens externes », à la fin de l'article. Ces liens sont à choisir avec parcimonie suivant les règles définies. Si un lien sert de source à l'article, son insertion dans le texte est à faire par les notes de bas de page.
- La présentation des références doit suivre les conventions bibliographiques. Il est recommandé d'utiliser les modèles {{Ouvrage}}, {{Chapitre}}, {{Article}}, {{Lien web}} et/ou {{Bibliographie}}. Le mode d'édition visuel peut mettre en forme automatiquement les références.
- Insérer une infobox (cadre d'informations à droite) n'est pas obligatoire pour parachever la mise en page.

Pour une aide détaillée, merci de consulter Aide:Wikification.
Si vous pensez que ces points ont été résolus, vous pouvez retirer ce bandeau et améliorer la mise en forme d'un autre article.

Cycle du carbone dans les forêts

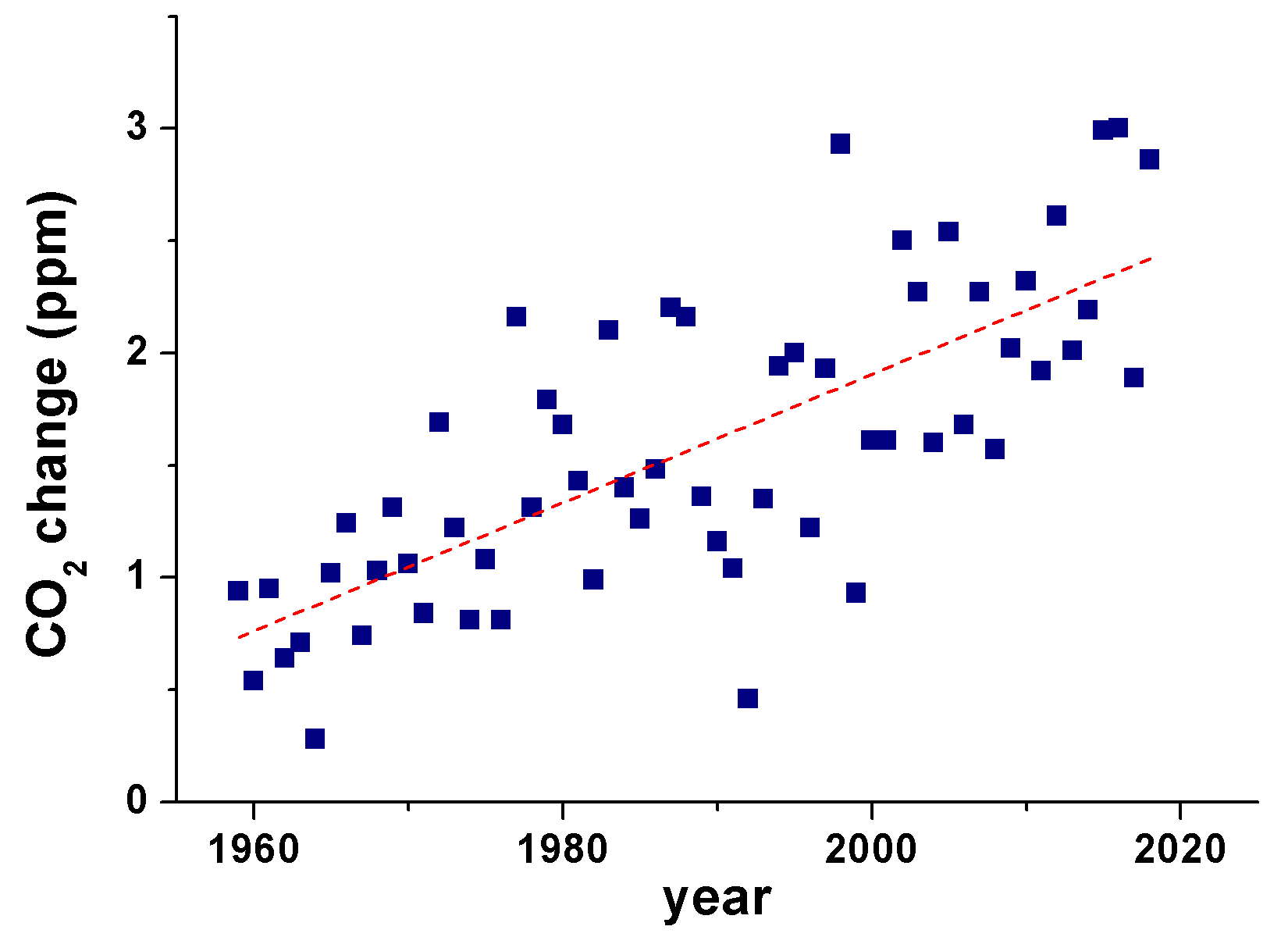
Augmentation du atmosphérique chaque année antre 1959 et 2018

La bioséquestration ou séquestration biologique est la capture et le stockage du dioxyde de carbone, un gaz à effet de serre atmosphérique, par des processus biologiques continus ou intensifiés dans le but de lutter contre le réchauffement climatique.
Cette forme de séquestration du carbone se produit par l'augmentation des taux de photosynthèse via des pratiques d'utilisation des sols telles que le reboisement, la gestion durable des forêts et le génie génétique. Il existe des méthodes et des pratiques pour améliorer la séquestration du carbone dans le sol dans les secteurs de l'agriculture et de la foresterie. De plus, dans le cadre de la production industrielle d'énergie, il existe des stratégies telles que la bioénergie avec capture et stockage du carbone pour absorber les émissions de dioxyde de carbone provenant de la production d'électricité au charbon, au pétrole ou au gaz naturel.
La bioséquestration en tant que processus naturel a eu lieu dans le passé et a été responsable de la formation de vastes gisements de charbon et de pétrole qui sont maintenant brûlés. C'est un concept politique clé dans le débat sur l'atténuation du changement climatique. 
En général, la bioséquestration est différente de la géoséquestration ou de l'utilisation d'un épurateur chimique industriel au dioxyde de carbone.

## Cycle du carbone et réchauffement climatique
Le dioxyde de carbone et le méthane sont deux gaz à effet de serre importants pour la température terrestre. Or, en raison des activités humaines, les concentrations moyennes de dioxyde de carbone dans l'atmosphère sont passées d'environ 280 ppm en 1750 à 416 ppm en 2022, augmentant maintenant à un taux moyen de 2 ppm par an,.

## Séquestration naturelle du carbone atmosphérique
La séquestration du carbone atmosphérique permet de capturer du carbone atmosphérique et de le stocker sous une autre forme, réduisant ainsi la quantité de gaz à effet de serre dans l'atmosphère,.
Dans la nature, des processus biologiques capturent du carbone et le séquestrent. Par exemple, la photosynthèse réalisée par les plantes a permis par le passé de séquestrer du carbone atmosphérique sous la forme de charbon et de pétrole. Les océans jouent aussi un rôle important dans la séquestration du carbone, par la dissolution du CO2 atmosphérique ainsi que grâce à la photosynthèse réalisée par les phytoplanctons.  

## Reforestation, déforestation évitée et UTCATF

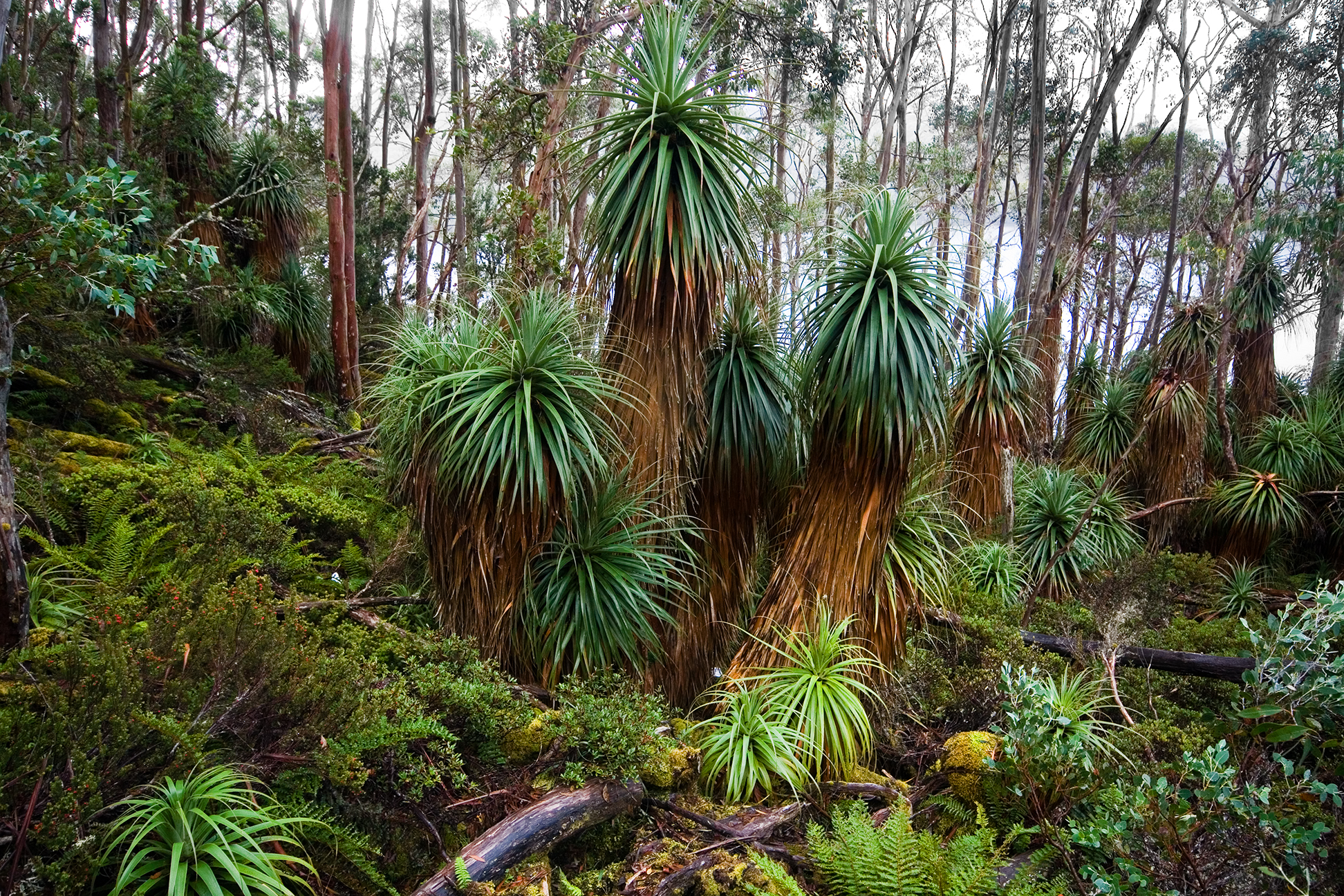
Le reboisement et la réduction de la déforestation peuvent augmenter la bioséquestration de quatre manières. Pandani (Richea pandanifolia) près du lac Dobson, Mount Field National Park, Tasmanie, Australie

Le Groupe d'experts intergouvernemental sur l'évolution du climat (GIEC) estime que l'abattage des forêts contribue actuellement à environ 20 % de l'ensemble des gaz à effet de serre qui pénètrent l'atmosphère. Candell et Raupach soutiennent qu'il existe quatre principales façons pour lesquelles la reforestation et la réduction de la déforestation peuvent augmenter la bioséquestration : en augmentant le volume des forêts existantes, en augmentant la densité de carbone des forêts existantes à l'échelle des peuplement et des paysages, en élargissant l'utilisation des produits forestiers qui remplaceront durablement les émissions de combustibles fossiles et en réduisant les émissions de carbone causées par la déforestation et la dégradation. La réduction du défrichement, la plupart du temps, crée des avantages pour la biodiversité dans une vaste étendue des régions terrestres. Cependant, des inquiétudes apparaissent lorsque la densité et la végétation augmentent, la pression de pâturage pourraient également augmenter dans d'autres domaines, provoquant une dégradation des terres.
En 2015, un rapport de la CSIRO a établi que la foresterie et les options liées aux forêts sont les puits de carbone les plus importants et les plus facile à atteindre représentant 105 Mt d'équivalent CO2 par an ou environ 75 % du chiffre total pouvant être atteint pour l'État australien du Queensland entre 2010 et 2050. Parmi les options forestières, la foresterie dont l'objectif principal est le stockage du carbone (appelé foresterie carbone) a la capacité de stockage du carbone la plus élevée possible (77 Mt d'équivalent CO2 par an), tandis qu'une stratégie équilibrée avec des plantations de biodiversité peut renvoyer 7 à 12 fois plus de végétation native pour une réduction de 10 à 30 % des performances de stockage du carbone. Les stratégies juridiques visant à promouvoir cette forme de bioséquestration incluent la protection permanente des forêts dans les parcs nationaux ou sur la liste du patrimoine mondial, la gestion correctement financée et l'interdiction d'utiliser du bois de la forêt tropicale et les utilisations inefficaces, comme l'exploitation de forêts anciennes à croissance.
À la suite du lobbying du caucus des pays en développement (ou Groupe des 77) aux Nations unies (associé à la Conférence des Nations unies sur l'environnement et le développement) à Rio de Janeiro, les Principes forestiers non juridiquement contraignants ont été établis en 1992. Celles-ci ont lié le problème de la déforestation à la dette du tiers monde et à un transfert de technologie inadéquat et ont déclaré que « le coût supplémentaire total convenu de la réalisation des avantages associés à la conservation des forêts... devrait être équitablement partagé par la communauté internationale » (paragraphe 1(b)). Par la suite, le Groupe des 77 a plaidé devant le Groupe d'experts Intergouvernemental sur les Forêts de 1995, puis le Forum Intergouvernemental sur les Forêts de 2001, pour un accès abordable à des technologies respectueuses de l'environnement sans la rigueur des droits de propriété intellectuelle ; tandis que les États développés ont rejeté les demandes de fonds pour les forêts. Le groupe d'experts créé dans le cadre du Forum des Nations unies sur les forêts a fait rapport en 2004, mais en 2007, les nations développées ont de nouveau opposé leur veto à un libellé des principes du texte final qui pourrait confirmer leur responsabilité juridique en vertu du droit international de fournir des financements et des technologies écologiquement rationnelles aux le monde en développement.
En décembre 2007, après un débat de deux ans sur une proposition de la Papouasie-Nouvelle-Guinée et du Costa Rica, les États parties à la Convention-cadre des Nations unies sur les changements climatiques ont convenu d'explorer les moyens de réduire les émissions dues à la déforestation et d'accroître les stocks de carbone forestier. dans les pays en développement. L'idée sous-jacente est que les pays en développement devraient être financièrement indemnisés s'ils réussissent à réduire leur niveau de déforestation (en valorisant le carbone stocké dans les forêts) ; un concept appelé « déforestation évitée » ou, REDD s'il est élargi pour inclure la réduction de la dégradation des forêts. Dans le cadre du modèle de marché libre préconisé par les pays qui ont formé la Coalition of Rainforest Nations, les pays en développement possédant des forêts tropicales vendraient des crédits de puits de carbone dans le cadre d'un système de marché libre aux États de l'annexe I du protocole de Kyoto qui ont dépassé leur quota d'émissions. Le Brésil (l'État avec la plus grande superficie de forêt tropicale humide) s'oppose cependant à l'inclusion de la déforestation évitée dans un mécanisme d'échange de carbone et favorise plutôt la création d'un fonds multilatéral d'aide au développement créé à partir de dons des États développés. Pour que la REDD réussisse, les infrastructures scientifiques et réglementaires liées aux forêts devront augmenter afin que les nations puissent inventorier tout leur carbone forestier, montrer qu'elles peuvent contrôler l'utilisation des terres au niveau local et prouver que leurs émissions diminuent.

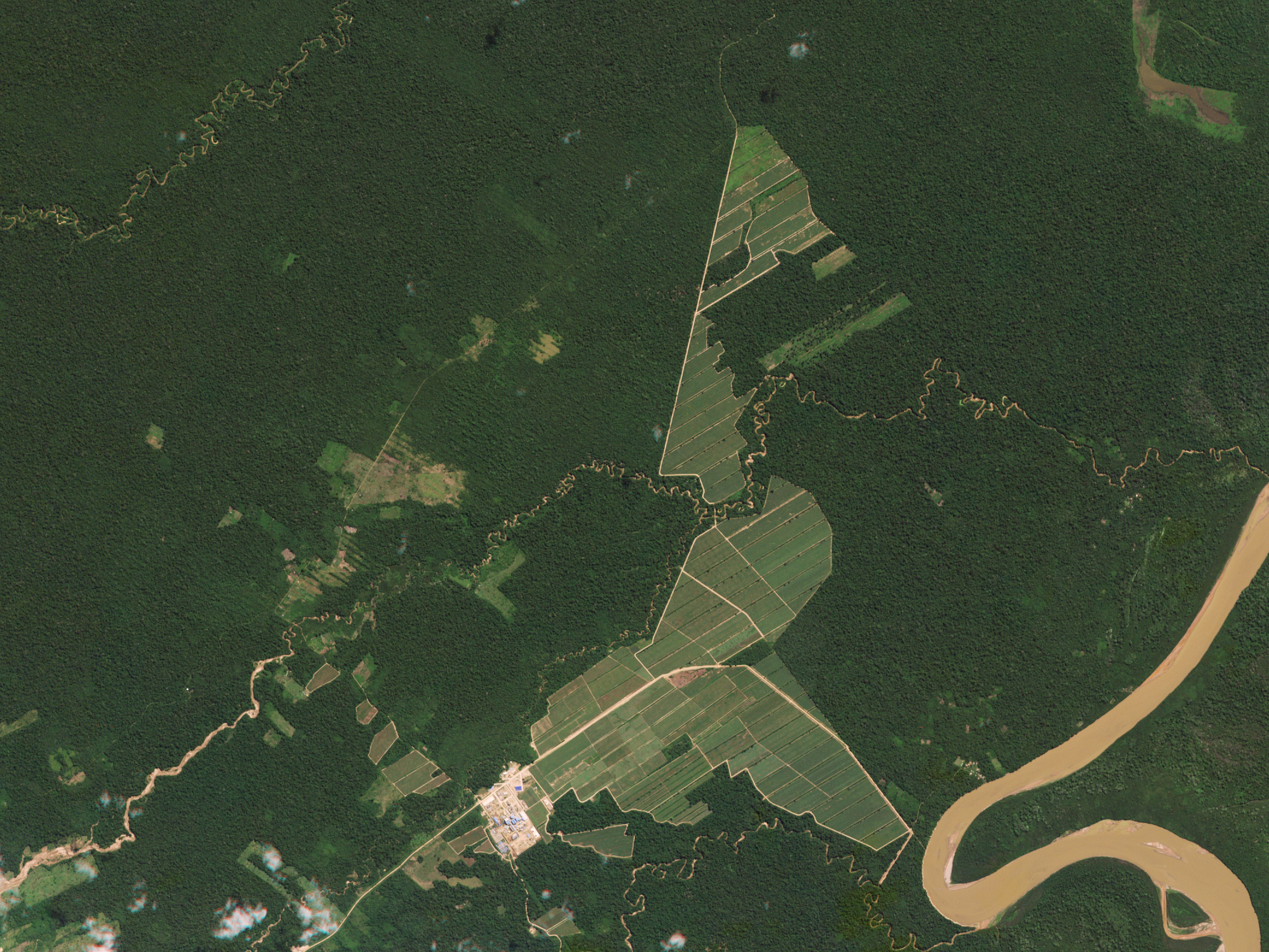
La colonisation et la déforestation en Bolivie sont visibles ici dans les schémas de déforestation frappants en "os de hareng" qui traversent la forêt tropicale. NASA, 2016.

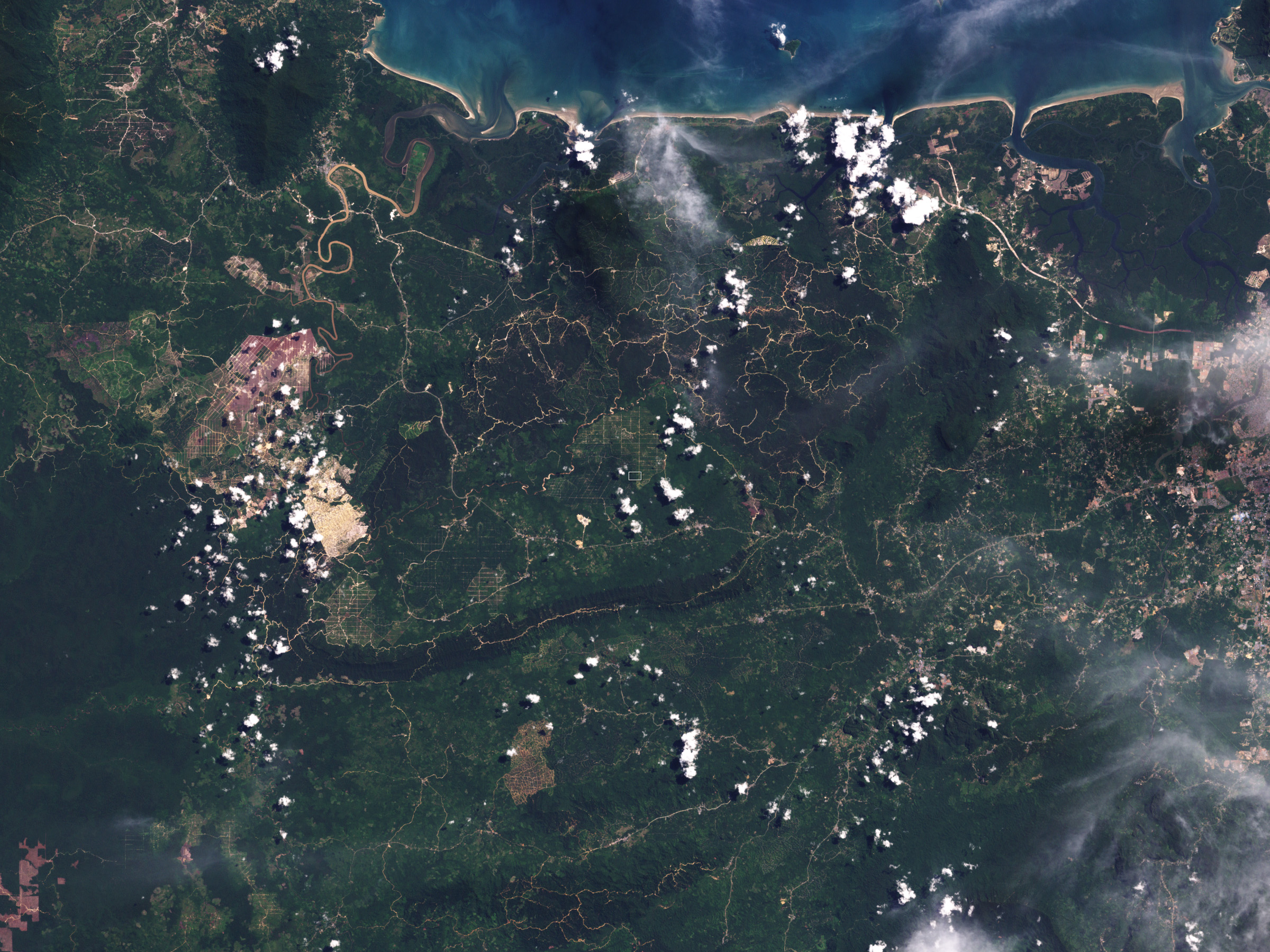
Observatoire de la Terre de la NASA, 2009. Déforestation à Bornéo malais.

À la suite de la réponse initiale du pays donateur, l'ONU a établi REDD Plus, ou REDD+, élargissant la portée du programme initial pour inclure l'augmentation du couvert forestier par le reboisement et la plantation d'un nouveau couvert forestier, ainsi que la promotion de la gestion durable des ressources forestières.
L'article 4(1)(a) de la Convention-cadre des Nations unies sur les changements climatiques (CCNUCC) exige que toutes les Parties « élaborent, mettent périodiquement à jour, publient et mettent à la disposition de la Conférence des Parties » ainsi que « des inventaires nationaux des émissions anthropiques par sources » ; « absorptions par les puits de tous les gaz à effet de serre non contrôlés par le Protocole de Montréal ». Selon les lignes directrices de la CCNUCC, les émissions de gaz à effet de serre d'origine humaine doivent être déclarées dans six secteurs : l'énergie (y compris l'énergie stationnaire et les transports) ; processus industriels ; utilisation de solvants et d'autres produits ; agriculture ; déchets ; et l'utilisation des terres, le changement d'affectation des terres et la foresterie (UTCATF). Les règles régissant la comptabilisation et la déclaration des émissions de gaz à effet de serre de l'UTCATF dans le cadre du protocole de Kyoto sont contenues dans plusieurs décisions de la Conférence des Parties à la CCNUCC et l'UTCATF a fait l'objet de deux rapports majeurs du GIEC. L'article 3.3 du Protocole de Kyoto exige donc la comptabilisation obligatoire de l'UTCATF pour le boisement (pas de forêt au cours des 50 dernières années), le reboisement (pas de forêt au 31 décembre 1989) et la déforestation, ainsi que (au cours de la première période d'engagement) au titre de l'article 3.4 la comptabilisation volontaire des terres cultivées. gestion, gestion des pâturages, revégétalisation et gestion des forêts (si elles ne sont pas déjà comptabilisées au titre de l'article 3.3).

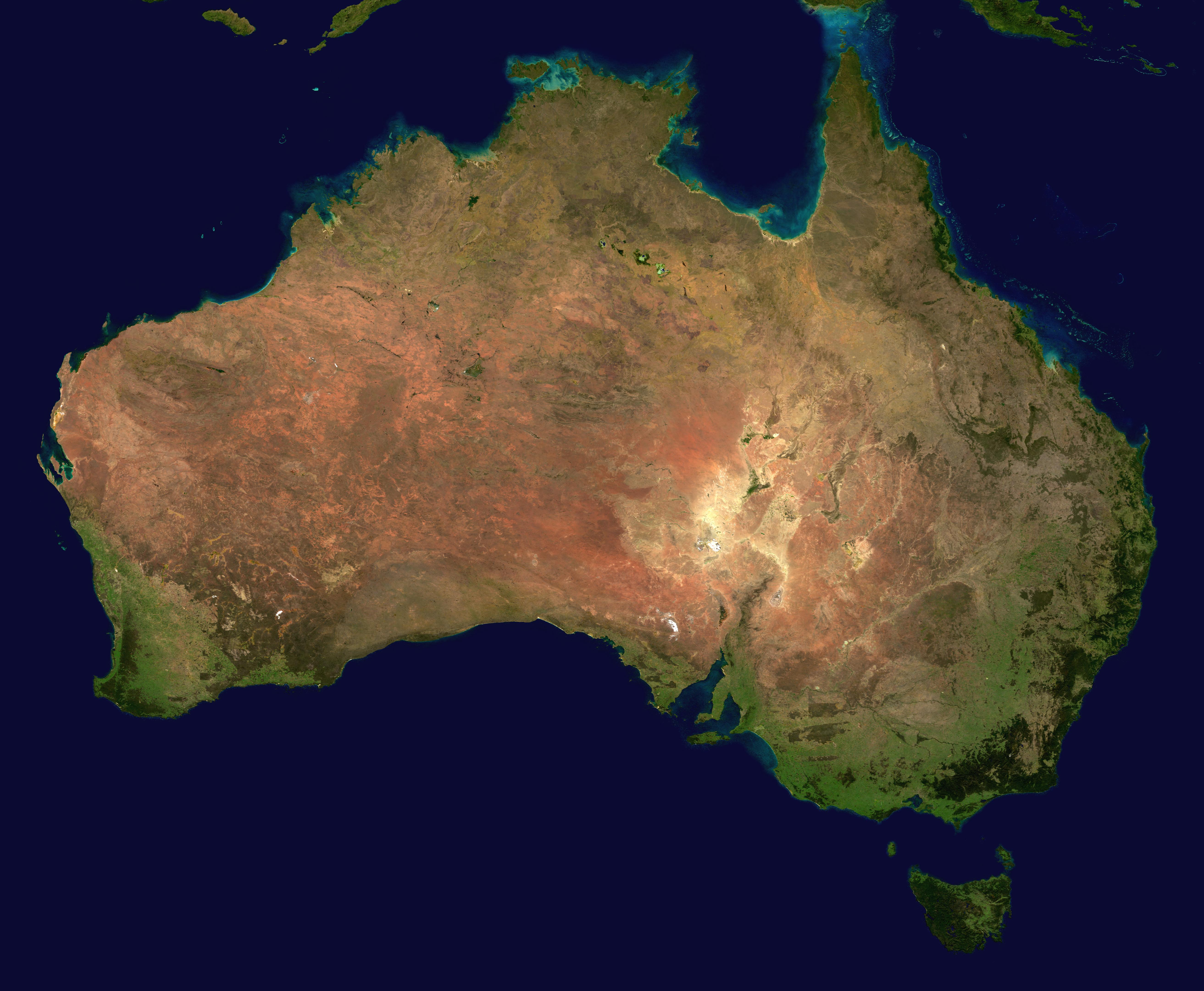
Continent australien depuis l'espace. L'Australie est un important producteur de combustibles fossiles et connaît d'importants problèmes de déforestation.

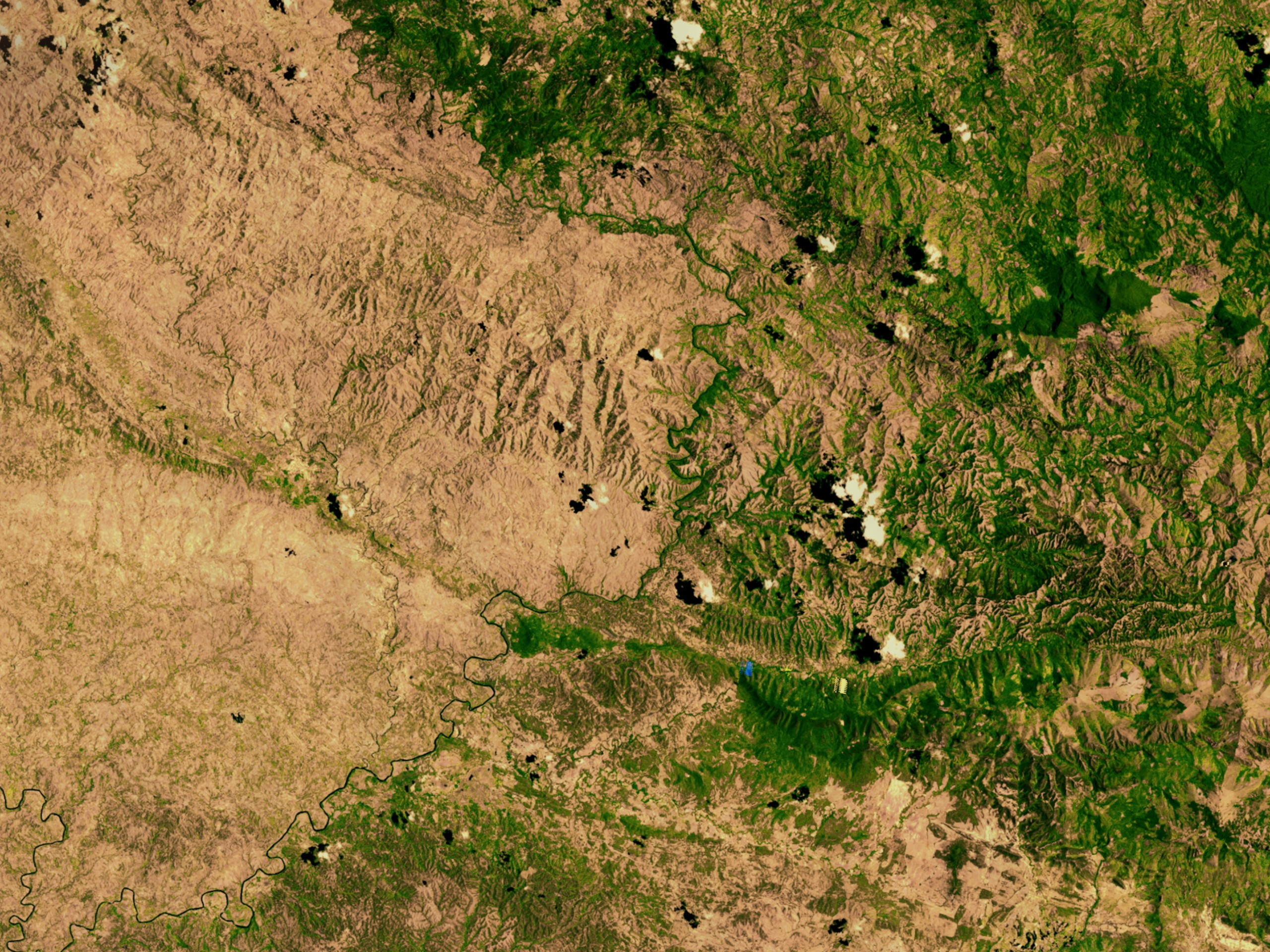
Déforestation en Haïti. NASA, 2008.

À titre d'exemple, l'Inventaire national australien des gaz à effet de serre préparé conformément à ces exigences indique que le secteur de l'énergie représente 69 % des émissions de l'Australie, l'agriculture 16 % et l'UTCATF 6 %. Depuis 1990, cependant, les émissions du secteur de l'énergie ont augmenté de 35 % (énergie stationnaire en hausse de 43 % et transports en hausse de 23 %). En comparaison, les émissions de l'UTCATF ont chuté de 73 %. Cependant, des questions ont été soulevées par Andrew Macintosh quant à la véracité des estimations des émissions du secteur UTCATF en raison des divergences entre les données sur le défrichement des terres des gouvernements fédéral australien et du Queensland. Les données publiées par l'étude Statewide Landcover and Trees Study (SLATS) dans le Queensland, par exemple, montrent que la quantité totale de défrichement dans le Queensland identifiée dans le cadre de la SLATS entre 1989-1990 et 2000-2001 est supérieure d'environ 50 % à la quantité estimée par National Carbon Accounting System du gouvernement fédéral australien entre 1990 et 2001.
L'imagerie satellitaire est devenue cruciale pour obtenir des données sur les niveaux de déforestation et de reforestation. Par exemple, les données des satellites Landsat, ont été utilisées pour cartographier la déforestation tropicale dans le cadre du projet Landsat Pathfinder Humid Tropical Deforestation de la NASA, un effort de collaboration entre des scientifiques de l'université du Maryland, de l'université du New Hampshire et du Goddard Space Flight Center de la NASA. Le projet a produit des cartes de déforestation pour le bassin amazonien, l'Afrique centrale et l'Asie du Sud-Est pour trois périodes dans les années 1970, 1980 et 1990. 

## Photosynthèse améliorée
La bioséquestration peut être renforcée en améliorant l'efficacité photosynthétique en modifiant les gènes RuBisCO dans les plantes pour augmenter l'activité catalytique et/ou d'oxygénation de cette enzyme. L'un de ces domaines de recherche consiste à augmenter la proportion de plantes photosynthétiques fixatrices de carbone en C4 sur Terre. Les plantes en C4 représentent environ 5 % de la biomasse végétale de la Terre et 1 % de ses espèces végétales connues, mais représentent environ 30 % de la fixation terrestre du carbone. Dans les feuilles des plantes C3, les photons captés de l'énergie solaire subissent une photosynthèse qui assimile le carbone en glucides (triosephosphates) dans les chloroplastes des cellules du mésophylle. L'étape primaire de fixation du CO2 est catalysée par la ribulose-1,5-bisphosphate carboxylase/oxygénase qui réagit avec l'O2 conduisant à la photorespiration qui protège la photosynthèse de la photoinhibition mais gaspille 50 % du carbone potentiellement fixé. La voie photosynthétique C4, cependant, concentre le CO2 sur le site de la réaction de Rubisco, réduisant ainsi la photorespiration inhibant la bioséquestration. Une nouvelle frontière dans la science des cultures consiste en des tentatives de modification génétique des cultures vivrières en C3 (telles que le blé, l'orge, le soja, les pommes de terre et le riz) avec l'appareil photosynthétique « turbo-chargé » des plantes en C4.
Il est possible d'utiliser une alternative de bioséquestration par les algues modifiées génétiquement (bioréacteur à algues).

## Biochar
Le biochar (charbon de bois créé par la pyrolyse de la biomasse) est une forme puissante et stable de bioséquestration dérivée de l'étude des sols hautement fertiles de terra preta du bassin amazonien,. Placer du biochar dans les sols améliore également la qualité de l'eau, augmente la fertilité des sols, augmente la productivité agricole et réduit la pression sur les forêts anciennes. En tant que méthode de production de bioénergie avec captage et stockage de dioxyde de carbone, Rob Flanagan et la société de biochar EPRIDA ont développé des fourneaux de cuisson low-tech pour les pays en développement qui peuvent brûler les déchets agricoles, produisant 15 % en poids de biochar. BEST Energies en NSW Australie a passé une décennie à développer une technologie Agrichar qui peut brûler 96 tonnes de biomasse sèche chaque jour, générant 30 à 40 tonnes de biochar. Une étude paramétrique de la bioséquestration par Malcolm Fowles à l'Open University a indiqué que pour atténuer le réchauffement climatique, les politiques devraient encourager le remplacement du charbon par la biomasse pour la production d'électricité de base si l'efficacité de conversion de cette dernière dépassait 30 %. La bioséquestration du carbone à partir de la biomasse est une option d'atténuation moins coûteuse que la géoséquestration dans la capture et le stockage du carbone.

## Pratiques agricoles
Les pratiques agricoles sans travail du sol se produisent là où, en présence de paillage, le labourage est intentionnellement abandonné afin de maintenir la séquestration de la matière organique riche en carbone dans le sol. Cette pratique empêche l'exposition du sol à l'oxygène atmosphérique, le lessivage et l'érosion. Il a été allégué que l'arrêt de la pratique du labour encourage la prédation des fourmis sur les termites mangeurs de bois, permet aux mauvaises herbes de régénérer le sol et aide à ralentir les écoulements d'eau sur les terres.

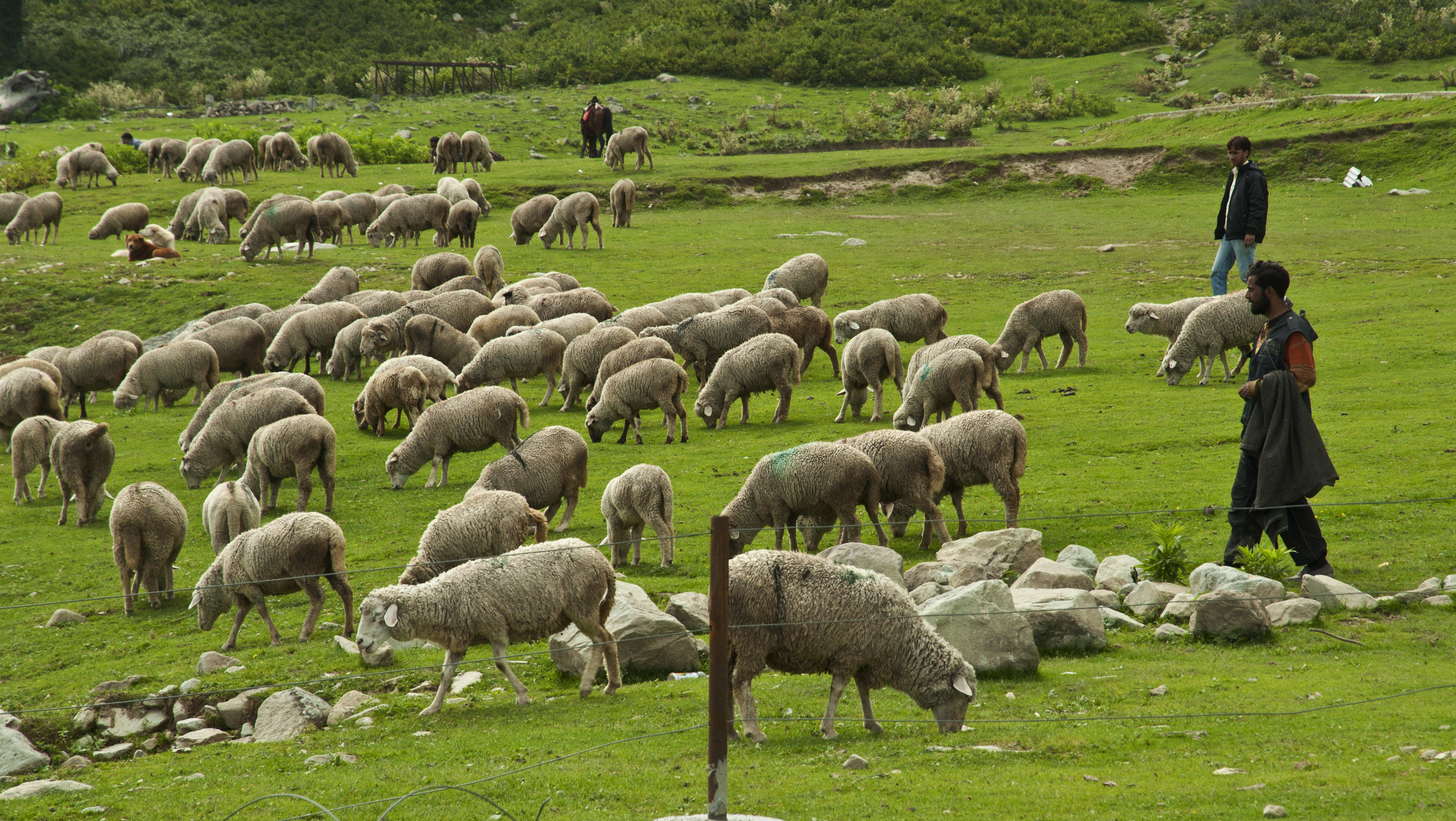
Bergers avec leurs moutons

Le sol emmagasine plus de carbone terrestre que la somme des puits de carbone atmosphérique et végétatif. La plus grande densité de ce carbone séquestré se trouve sous les prairies. Des études révèlent que le pâturage planifié holistique a le potentiel d'atténuer le réchauffement climatique, tout en construisant le sol, en augmentant la biodiversité et en inversant la désertification. Développée par Allan Savory, cette pratique utilise des clôtures et/ou des bergers pour restaurer les prairies,,. Les mouvements soigneusement planifiés de grands troupeaux de bétail imitent les processus de la nature où les animaux au pâturage sont maintenus concentrés par les prédateurs de la meute et forcés de se déplacer après avoir mangé, piétiné et fumé une zone, ne revenant qu'après qu'elle se soit complètement rétablie. Cette méthode de pâturage cherche à imiter ce qui s'est passé au cours des 40 derniers millions d'années lorsque l'expansion des écosystèmes d'herbiers a construit des sols de prairie riches et profonds, séquestrant le carbone et refroidissant par conséquent la planète.

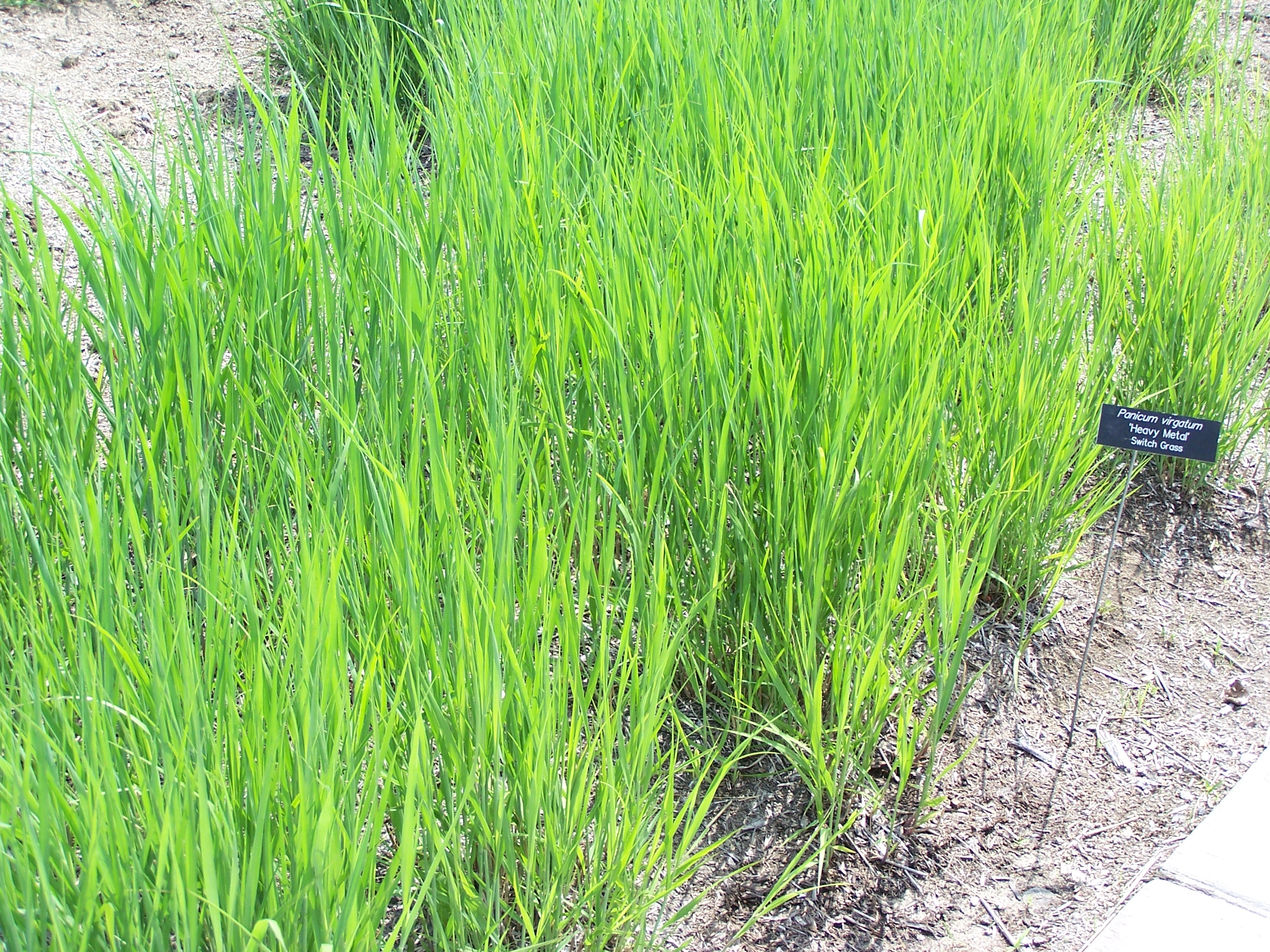
Panicum virgatum panic raide, précieux dans la production de biocarburants, la conservation des sols et la bioséquestration

Des cultures dédiées aux biocarburants et à la bioséquestration, comme le panic érigé (panicum virgatum), sont également en cours de développement. Cela nécessite de 0,97 à 1,34 GJ d'énergie fossile pour produire une tonne de panic érigé, contre 1,99 à 2,66 GJ pour produire une tonne de maïs. Étant donné que le panic érigé contient environ 18,8 GJ/ODT de biomasse, le rapport énergie/apport énergétique pour la culture peut aller jusqu'à 20:1. La bioséquestration peut également être améliorée par la sélection d'espèces pour produire un grand nombre de phytolithes. Les phytolithes sont des coquilles sphériques microscopiques de silicium qui peuvent stocker du carbone pendant des milliers d'années.

## Politique de bioséquestration et changement climatique

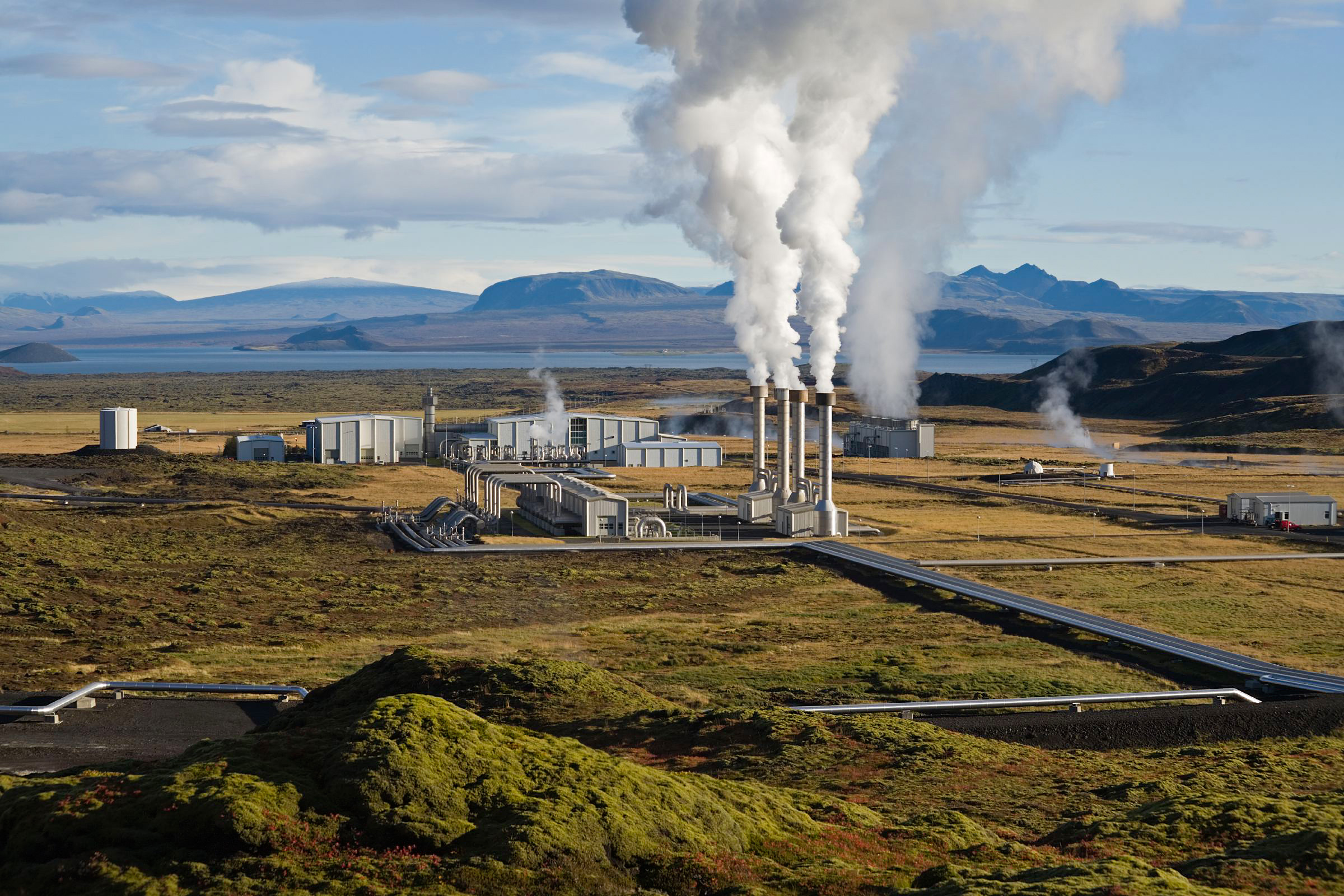
La bioséquestration pourrait être essentielle à l'atténuation du changement climatique jusqu'à ce que des formes plus propres de production d'électricité soient établies. La centrale géothermique de Nesjavellir à Þingvellir, Islande.

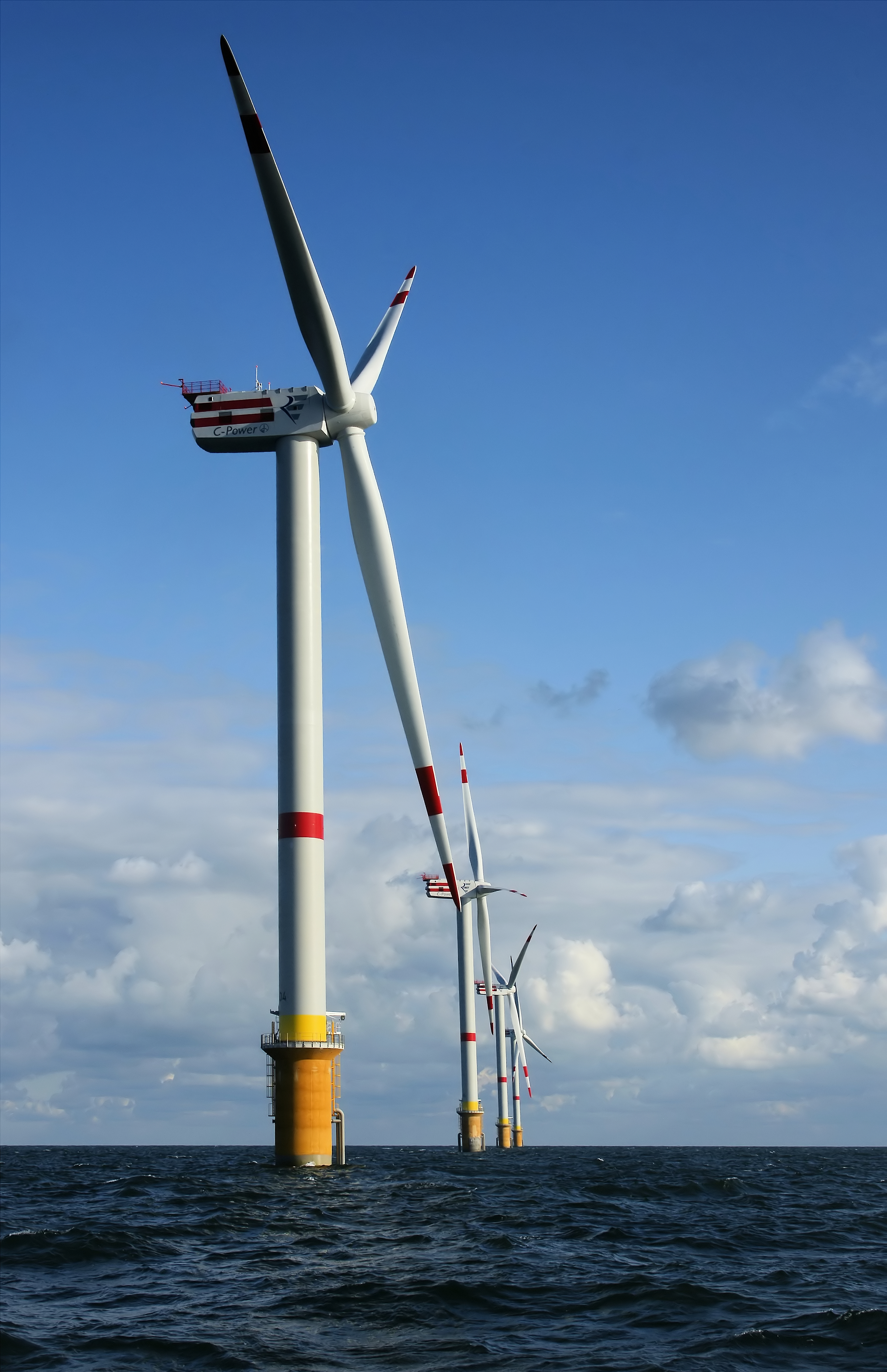
Éoliennes D4 (la plus proche) à D1 sur le Thornton Bank

Les industries émettant de grandes quantités de CO2 (comme l'industrie du charbon) s'intéressent à la bioséquestration comme moyen de compenser leur production de gaz à effet de serre. En Australie, des chercheurs universitaires sont en train de concevoir des algues pour produire des biocarburants (hydrogène et huiles de biodiesel) et étudient si ce processus peut être utilisé pour bioséquestrer le carbone. Les algues captent naturellement la lumière du soleil et utilisent son énergie pour décomposer l'eau en hydrogène, oxygène et pétrole qui peuvent être extraits. Cette production d'énergie propre peut également être associée à un dessalement utilisant des algues marines tolérantes au sel pour générer de l'eau douce et de l'électricité.
De nombreuses nouvelles technologies bioénergétiques (biocarburants), y compris les bioraffineries d'éthanol cellulosique (utilisant les tiges et les branches de la plupart des plantes, y compris les résidus de cultures tels que les tiges de maïs, la paille de blé et la paille de riz) sont promues car elles présentent l'avantage supplémentaire de la bioséquestration du CO2. Le Garnaut Climate Change Review recommande qu'un prix du carbone dans un système d'échange de droits d'émission de carbone puisse inclure une incitation financière pour les processus de bioséquestration. Garnaut recommande l'utilisation de la bioséquestration des algues (voir bioréacteur d'algues) pour absorber le flux constant d'émissions de dioxyde de carbone provenant de la production d'électricité au charbon et de la fusion des métaux jusqu'à ce que les formes d'énergie renouvelables, telles que l'énergie solaire et éolienne, deviennent des contributeurs plus établis au réseau. Garnaut, par exemple, déclare : « Certains processus de bioséquestration des algues pourraient absorber les émissions provenant de la production d'électricité au charbon et de la fusion des métaux ». Le Programme de collaboration des Nations unies sur la réduction des émissions dues au déboisement et à la dégradation des forêts dans les pays en développement (Programme ONU-REDD) est une collaboration entre la FAO, le PNUD et le PNUE en vertu de laquelle un fonds d'affectation spéciale créé en juillet 2008 permet aux donateurs de mettre leurs ressources en commun pour générer le transfert requis. flux de ressources pour réduire considérablement les émissions mondiales dues à la déforestation et à la dégradation des forêts. l'examen Stern du gouvernement britannique sur l'économie du changement climatique a fait valoir que la lutte contre la déforestation était un « moyen très rentable de réduire les émissions de gaz à effet de serre ».
James E. Hansen affirme qu'« un moyen efficace de réduire [le dioxyde de carbone] serait de brûler des biocarburants dans des centrales électriques et de capturer le CO2, les biocarburants étant dérivés de déchets agricoles ou urbains ou cultivés sur des terres dégradées en utilisant peu ou pas d'apports de combustibles fossiles ». Ces systèmes de prélèvement de dioxyde de carbone sont appelés bioénergie avec captage et stockage de dioxyde de carbone, ou BECCS. Selon une étude réalisée par Biorecro et le Global CCS Institute, en janvier 2012, il y a 550 000 tonnes de CO2 par an dans la capacité totale de BECCS en fonctionnement, répartis entre trois installations différentes.
Dans le cadre d'un accord de 2009, Loy Yang Power et MBD Energy Ltd construiront une centrale électrique pilote à combustible fossile à la centrale électrique de Latrobe Valley en Australie en utilisant la technologie de bioséquestration sous la forme d'un système de synthétiseur d'algues. Le CO2 capté des gaz de combustion d'échappement des déchets sera injecté dans les eaux usées en circulation pour faire pousser des algues riches en pétrole où la lumière du soleil et les nutriments produiront une boue lourde chargée d'huile qui peut produire de l'huile de haute qualité pour l'énergie ou l'alimentation du stock. D'autres projets commerciaux de démonstration impliquant la bioséquestration du CO2 au point d'émission ont débuté en Australie.

## Base philosophique de la bioséquestration
Les arguments en faveur de la bioséquestration sont souvent formulés en termes de théorie économique, mais il y a une dimension de qualité de vie bien reconnue dans ce débat. La bioséquestration aide les êtres humains à accroître leurs contributions collectives et individuelles aux ressources essentielles de la biosphère. Les arguments politiques en faveur de la bioséquestration recoupent les principes d'écologie, de durabilité et de développement durable, ainsi que la protection de la biosphère, de la biodiversité et des écosystèmes, l'éthique environnementale, l'éthique climatique et la conservation de la nature.

## Obstacles à une bioséquestration mondiale accrue

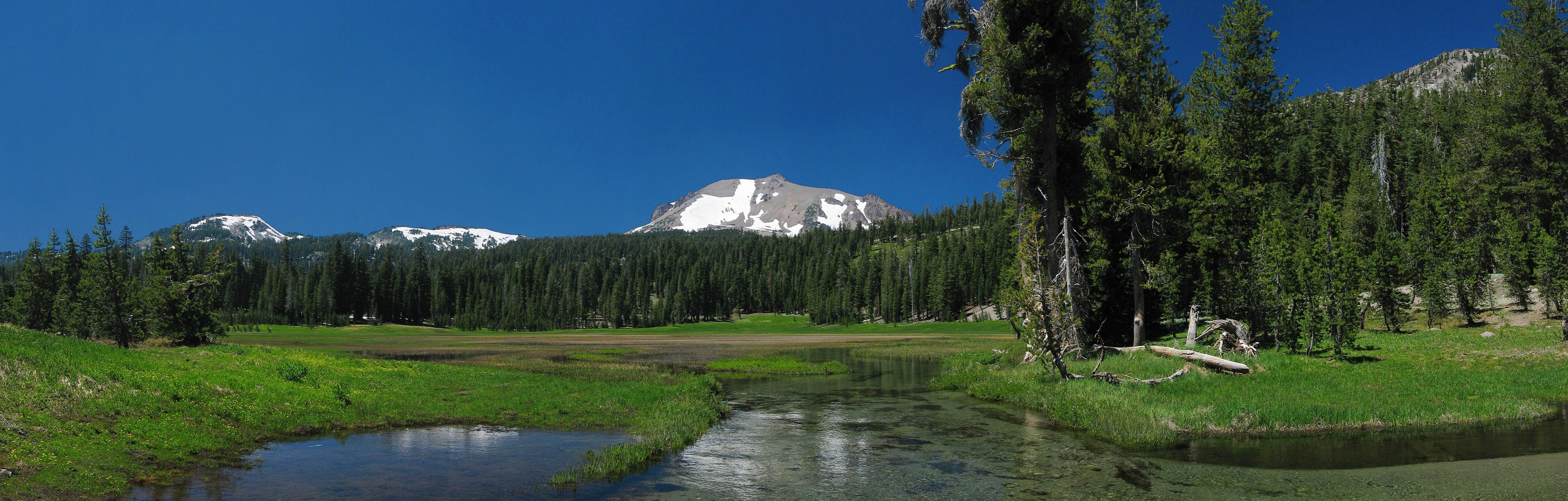
Parc national volcanique de Lassen, Kings Creek, États-Unis.

Le Garnaut Climate Change Review note de nombreux obstacles à l'augmentation de la bioséquestration mondiale. « Il doit y avoir des changements dans les régimes de comptabilisation des gaz à effet de serre. Des investissements sont nécessaires dans la recherche, le développement et la commercialisation d'approches supérieures de bioséquestration. Des ajustements sont nécessaires dans la réglementation de l'utilisation des terres. De nouvelles institutions devront être développées pour coordonner les intérêts dans l'utilisation des opportunités de bioséquestration dans les petites entreprises des communautés rurales. Des efforts particuliers seront nécessaires pour libérer le potentiel des communautés rurales des pays en développement ». Saddler et King ont fait valoir que la bioséquestration et les émissions de gaz à effet de serre agricoles ne devraient pas être traitées dans le cadre d'un système mondial d'échange de droits d'émission en raison des difficultés à mesurer ces émissions, des problèmes de contrôle et du fardeau qui serait imposé à de nombreuses exploitations agricoles à petite échelle. Collett soutient également que les crédits REDD (paiements post-facto aux pays en développement pour la réduction de leurs taux de déforestation en dessous d'un taux de référence historique ou projeté) créent simplement une approche commerciale complexe de ce problème mondial de santé publique qui réduit la transparence et la responsabilité lorsque les objectifs ne sont pas atteints et ne sera pas aussi efficace que les pays développés qui financent volontairement les pays pour conserver leurs forêts tropicales.
Le World Rainforest Movement a fait valoir que les pays en développement pauvres pourraient être contraints d'accepter des projets de reboisement dans le cadre du mécanisme de développement propre du protocole de Kyoto afin de gagner des devises simplement pour rembourser les intérêts de la dette envers la Banque mondiale. Des tensions existent également sur la gestion des forêts entre les revendications de souveraineté des États-nations, les arguments sur le patrimoine commun de l'humanité et les droits des peuples autochtones et des communautés locales ; le Forest Peoples Programme arguant que les programmes de lutte contre la déforestation pourraient simplement permettre aux bénéfices financiers de s'écouler vers les trésors nationaux, privilégiant les dégradeurs de forêts potentiels qui manipulent le système en menaçant périodiquement les forêts, plutôt que les communautés locales qui les conservent. Le succès de tels projets dépendra également de l'exactitude des données de référence et du nombre de pays concernés. En outre, il a été avancé que si la bioséquestration devait jouer un rôle important dans l'atténuation du changement climatique anthropique, des politiques coordonnées devraient alors se fixer comme objectif d'atteindre le couvert forestier mondial dans son étendue antérieure à la révolution industrielle des années 1800.
Il a également été avancé que le mécanisme des Nations unies pour la réduction des émissions dues au déboisement et à la dégradation des forêts (REDD) pourrait augmenter la pression pour convertir ou modifier d'autres écosystèmes, en particulier les savanes et les zones humides, pour l'alimentation ou les biocarburants, même si ces écosystèmes ont également une forte séquestration du carbone. potentiel. À l'échelle mondiale, par exemple, les tourbières ne couvrent que 3 % de la surface terrestre mais stockent deux fois plus de carbone que toutes les forêts du monde, tandis que les forêts de mangroves et les marais salants sont des exemples d'écosystèmes à biomasse relativement faible avec des niveaux élevés de productivité et de séquestration du carbone. D'autres chercheurs ont fait valoir que la REDD est un élément essentiel d'une stratégie mondiale efficace de bioséquestration qui pourrait offrir des avantages importants, tels que la conservation de la biodiversité, en particulier si elle s'éloigne de la protection des forêts qui sont les plus rentables pour réduire les émissions de carbone (tels que ceux du Brésil où les coûts d'opportunité agricoles sont relativement faibles, contrairement à l'Asie, qui tire des revenus importants du palmier à huile, de l'hévéa, du riz et du maïs). Ils soutiennent que la REDD pourrait être variée pour permettre le financement de programmes visant à ralentir la dégradation de la tourbe en Indonésie et cibler la protection de la biodiversité dans les « points chauds » - des zones à forte richesse en espèces et relativement peu de forêts restantes. Certains acheteurs, qu'ils soutiennent des crédits carbone REDD, tels que des sociétés multinationales ou des nations, pourraient payer une prime pour sauver des écosystèmes en péril ou des zones abritant des espèces de premier plan.